# Paolo Bacigalupi
Paolo Bacigalupi (Paonia, 6 agosto 1972) è uno scrittore statunitense di fantascienza e fantasy di origini italiane.
Ha vinto i premi Hugo, Nebula, Compton Crook, Theodore Sturgeon e Michael L. Printz ed è stato candidato al National Book Award. Le sue opere sono state pubblicate sulle riviste The Magazine of Fantasy and Science Fiction, Asimov's Science Fiction e High Country News.
I suoi racconti sono stati raccolti in Pump Six and Other Stories (Night Shade Books, 2008). Il suo romanzo di esordio La ragazza meccanica (The Windup Girl), pubblicato da Night Shade Books nel 2009, ha vinto il premio Hugo, il premio Nebula e il premio John Wood Campbell Memorial nel 2010 ed è stato citato da Time Magazine come uno dei migliori dieci libri del 2009.

## Opere

### Serie Ship Breaker
- Ship Breaker, Little, Brown and Company, 2010.
- The Drowned Cities, Little, Brown and Company, 2012.
- Tool of War, 2017.

### Altri Romanzi
- La ragazza meccanica (The Windup Girl, Night Shade Books, 2009), Multiplayer.it Edizioni, 2014.
- The Water Knife, 2013.
- Zombie Baseball Beatdown, 2013.[4]
- The Double Factory, 2014.
- The Tangled Lands , 2018, con Tobias Buckell.
- Navola, 2024.

### Raccolte
- Pump Six and Other Stories, Night Shade Books, 2008.

### Romanzi brevi
- The Alchemist, Subterranean Press, 2011, con J. K. Drummond.
- The People of Sand and Slag, 2015
- The Gambler, 2016

### Racconti
- Pocketful of Dharma, 1999.
- The Fluted Girl, 2003.
- The People of Sand and Slag, 2004.
- The Pasho, 2004.
- The Calorie Man, 2005.
- The Tamarisk Hunter, 2006.
- Pop Squad, 2006.
- Yellow Card Man, 2006.
- Softer, 2007.
- Small Offerings, 2007.
- Pump Six, 2008.
- The Gambler (2008), su Robot 71, Delos Books, 2014.

### Audiolibri
- The Alchemist and The Executioness, 2010, con Tobias Buckell.

## Premi e candidature
- 2005: Candidato al Premio Hugo  nella categoria miglior racconto per The People of Sand and Slag (pubblicato su The Magazine of Fantasy and Science Fiction, Febbraio 2004)
- 2006: candidato al Premio Hugo nella categoria miglior racconto per The Calorie Man (pubblicato su The Magazine of Fantasy and Science Fiction, ottobre/novembre 2005)
- 2006: candidato al Premio Nebula nella categoria miglior racconto per The People of Sand and Slag (pubblicato su The Magazine of Fantasy and Science Fiction, febbraio 2004)
- 2006: Premio Theodore Sturgeon Memorial per The Calorie Man (pubblicato su The Magazine of Fantasy and Science Fiction, ottobre/novembre 2005)
- 2007: candidato al Premio Hugo nella categoria miglior racconto per Yellow Card Man (pubblicato su Asimov's Science Fiction, dicembre 2006)
- 2009: candidato al Premio Hugo nella categoria miglior racconto per The Gambler (pubblicato su Fast Forward 2, Pyr Books, ottobre 2008)
- 2009: Premio Locus nella categoria miglior collezione per Pump Six and Other Stories (Night Shade Books, 2008)
- 2009: Premio Locus nella categoria miglior racconto per Pump Six (contenuto dall'antologia Pump Six and Other Stories, Night Shade Books, 2008)
- 2010: candidato al Premio Nebula nella categoria miglior racconto per The Gambler (pubblicato su Fast Forward 2, Pyr Books, ottobre 2008)
- 2010: candidato al National Book Award nella categoria Young People's Literature per Ship Breaker (Little, Brown and Company, 2010)
- 2010: Compton Crook Award nella categoria miglior romanzo d'esordio per  The Windup Girl (Night Shade Books, 2009)[5]
- 2010: Premio Hugo nella categoria migliore romanzo per The Windup Girl (Night Shade Books, 2009)[2] (ex aequo con The City & the City di China Miéville)
- 2010: John W. Campbell Memorial Award nella categoria miglior romanzo per The Windup Girl (Night Shade Books, 2009)[6]
- 2010: Premio Locus nella categoria miglior romanzo d'esordio per  The Windup Girl (Night Shade Books, 2009)
- 2010: Premio Nebula nella categoria migliore romanzo per The Windup Girl (Night Shade Books, 2009)[7]
- 2011: candidato al Andre Norton Award nella categoria Young Adult Science Fiction and Fantasy per Ship Breaker (Little, Brown and Company, 2010)
- 2011: candidato al Premio Nebula nella categoria miglior romanzo breve per  The Alchemist (Subterranean Press, 2011)[8]
- 2011: Michael L. Printz Award nella categoria Best Young Adult Novel per Ship Breaker (Little, Brown and Company, 2010)
- 2012: Premio Seiun nella categoria miglior romanzo straniero (海外長編部門, Kaigai chōhen bumon) per The Windup Girl, Hayakawa Publishing Corp, 2011.[9]
- 2013: Premio Seiun nella categoria miglior novella straniera (海外短編部門, Kaigai tanpen bumon) per Pocketful of Dharma (contenuto dall'antologia Pump Six and Other Stories, Hayakawa Publishing Corp, 2012)[10]